# Cymru Alliance 1992–93
Cymru Alliance 1992–93 là mùa giải thứ ba của Cymru Alliance kể từ khi thành lập năm 1990. Đội vô địch là Llansantffraid.

## Bảng xếp hạng
| XH | Đội                | Tr | T  | H  | T  | BT | BB  | HS  | Đ  | Lên hay xuống hạng          |
| -- | ------------------ | -- | -- | -- | -- | -- | --- | --- | -- | --------------------------- |
| 1  | Llansantffraid (C) | 28 | 23 | 3  | 2  | 89 | 34  | +55 | 72 | Lên chơi tạiLeague of Wales |
| 2  | Welshpool Town     | 28 | 21 | 2  | 5  | 92 | 34  | +58 | 65 |                             |
| 3  | Rhyl               | 28 | 20 | 4  | 4  | 74 | 22  | +52 | 64 |                             |
| 4  | Wrexham Reserves   | 28 | 19 | 4  | 5  | 81 | 34  | +47 | 61 |                             |
| 5  | Lex XI             | 28 | 14 | 8  | 6  | 60 | 42  | +18 | 50 |                             |
| 6  | Carno              | 28 | 9  | 11 | 8  | 44 | 56  | −12 | 38 |                             |
| 7  | Cefn Druids        | 28 | 10 | 5  | 13 | 46 | 41  | +5  | 35 |                             |
| 8  | Penrhyncoch        | 28 | 10 | 5  | 13 | 56 | 71  | −15 | 35 |                             |
| 9  | Ruthin Town        | 28 | 9  | 7  | 12 | 43 | 58  | −15 | 34 |                             |
| 10 | Rhos Aelwyd        | 28 | 7  | 6  | 15 | 37 | 67  | −30 | 27 |                             |
| 11 | Knighton Town      | 28 | 7  | 6  | 15 | 48 | 82  | −34 | 27 |                             |
| 12 | Mostyn Town        | 28 | 7  | 3  | 18 | 35 | 64  | −29 | 24 |                             |
| 13 | Rhayader Town      | 28 | 6  | 5  | 17 | 32 | 66  | −34 | 23 |                             |
| 14 | Gresford Athletic  | 28 | 6  | 1  | 21 | 36 | 116 | −80 | 19 |                             |
| 15 | Brymbo             | 28 | 3  | 8  | 17 | 40 | 66  | −26 | 17 |                             |

Nguồn: Cymru Alliance
Quy tắc xếp hạng: 1. Điểm; 2. Hiệu số bàn thắng; 3. Số bàn thắng.
(VĐ) = Vô địch; (XH) = Xuống hạng; (LH) = Lên hạng; (O) = Thắng trận Play-off; (A) = Lọt vào vòng sau. 
Chỉ được áp dụng khi mùa giải chưa kết thúc: 
(Q) = Lọt vào vòng đấu cụ thể của giải đấu đã nêu; (TQ) = Giành vé dự giải đấu, nhưng chưa tới vòng đấu đã nêu.